# Miklagard

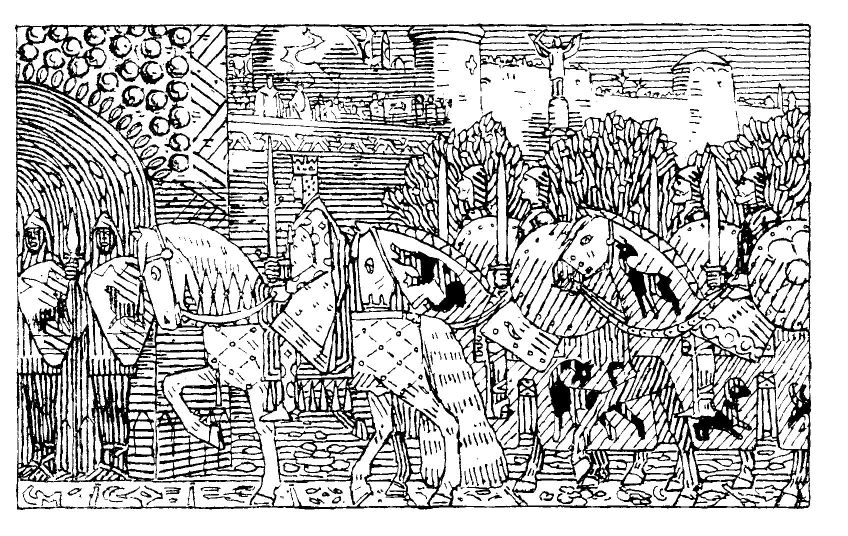
König Sigurd I. von Norwegen und seine Mannen betreten Miklagard während des ersten Kreuzzugs

Miklagard (auch Miklagård; altnordisch Miklagarðr „Große Stadt“, isländisch Mikligarður) ist die Bezeichnung der Westskandinavier für Konstantinopel (Byzanz), die man in vielen Texten der skandinavischen Geschichte auch auf Runensteinen findet. Skandinavische Händler des Früh- und Hochmittelalters führten öfter Handelsfahrten über die russischen Handelsniederlassungen am Ladogasee und die Richtung Schwarzes Meer gehenden Flüsse nach Konstantinopel. 

## Belege
- Bildatlas der Weltkulturen „Die Wikinger“, Herausgeber: J. Graham-Campell, Bechtermünz Verlag, 1997, Seite 195f
- „Das Leben der Wikinger. Sonderausgabe für Nikol Verlagsgesellschaft“, englische Originalausgabe: “The Viking World”, Francis Lincoln Publishers Limited, London 1980, Seite 165